# Suwa-gun
Suwa-gun (jap.: 諏訪郡) ist ein Landkreis (gun) im Zentrum der Präfektur Nagano auf der japanische Hauptinsel Honshū. Er hat beherbergt auf 254,89 km² 41.372 Einwohner und hat damit eine Bevölkerungsdichte von 162,3 Einwohnern pro km² (Stand: 1. Oktober 2018). Ihm gehören zwei Kleinstädte (machi) und ein Dorf (mura) an. Diese sind Shimosuwa (19.626 Ew.) und Fujimi (14.091 Ew.) sowie das Dorf Hara (7655 Ew.). Shimosuwa weist die höchste Bevölkerungsdichte auf.
Der Landkreis Suwa entstand im altertümlichen Provinzial- und Kreissystem als Kreis der Provinz Shinano; im 8. Jahrhundert hatte es zeitweise eine eigene Provinz Suwa gegeben. In der Edo-Zeit gehörte der Kreis Suwa zum Fürstentum (-han) Suwa (auch Takashima). Zur Restauration bestand der Kreis aus rund 150 vormodernen -machi und -mura. Bei der Einführung des Präfekturalsystems anstelle der Fürstentümer 1871 wurde Suwa zunächst Teil der aus dem Fürstentum entstandenen Präfektur (-ken) Takashima, noch im gleichen Jahr von Chikuma, 1876 von Nagano. 1878 wurde der Kreis in moderner Form eingerichtet, die Kreisverwaltung wurde im damaligen Kami-Suwa-mura („Dorf Ober-Suwa“; 1941 zur neuen Stadt Suwa) errichtet. In den 1920er Jahren wurden Kreisverwaltung, Landrat, Kreisausschuss und Kreistag von Suwa wie überall im Land wieder abgeschafft.
Nach der großen Meiji-Gebietsreform 1889, bei der die heutigen Gemeindeformen eingeführt wurden, bestand der Kreis Suwa aus 23 Dorfgemeinden. 1950 zählte man zwei Kleinstädte und noch 18 Dörfer. Bereits 1955 (Große Shōwa-Gebietsreform) war die Zahl der Gemeinden auf fünf gesunken (die jetzigen drei sowie Osachi und Chino). Seit August 1958 (die Erhebung von Chino zur kreisfreien Stadt) besteht der Landkreis aus drei Gemeinden. Im Zeitraum von 1955 bis heute sank die Fläche des Landkreises durch Eingliederung in die Städte Chino, Okaya und Suwa von etwa 527 auf 255 Quadratkilometer.

## Grenz- und Namensänderung in chronologischer Übersicht
1. Januar 1955 – Eingliederung des Dorfes Minato (湊村) in die kreisfreie Stadt Okaya (岡谷市).

1. Februar 1955 – Eingliederung der Dörfer Yonezawa (米沢村), Kitayama (北山村), Kohigashi (湖東村), Toyohira (豊平村), Tamagawa (玉川村), Izumino (泉野村), Kanazawa (金沢村) und Miyagi (宮川村) in die Kleinstadt Chino (茅野町).

1. Februar 1955 – Eingliederung des Dorfes Kawagishi (川岸村) in die kreisfreie Stadt Okaya (岡谷市).

1. April 1955 – Eingliederung der Dörfer Nawasu (中洲村) und Konami (Konan) (湖南村) in die kreisfreie Stadt Suwa (諏訪市).

1. April 1955 – Eingliederung der Dörfer Hongo (本郷村), Sakai (境村) und Ochiai (落合村) in das Dorf Fujimi (富士見村), das gleichzeitig zur Kleinstadt (富士見町) erhoben wird.

25. März 1957 – Eingliederung des Dorfes Osachi (長地村) in die kreisfreie Stadt Okaya (岡谷市).

1. August 1958 – Die Kleinstadt Chino wird zur kreisfreien Stadt erhoben (茅野市),

- Die Kleinstadt Shimosuwa (下諏訪町) und das Dorf Hara (原村) erfuhren seit 1950 keine territorialen Veränderungen.

## Die Bevölkerungsentwicklung im Landkreis
| VZ-Jahr | Bevölkerung |      | VZ-Jahr | Bevölkerung |         | VZ-Jahr | Bevölkerung |
| ------- | ----------- | ---- | ------- | ----------- | ------- | ------- | ----------- |
| 2015    | 42.295      |      | 1980    | 46.779      |         | 1947    | 108.619     |
| 2010    | 44.443      | 1975 | 46.465  | 1940        | 126.572 |         |             |
| 2005    | 45.847      | 1970 | 46.597  | 1935        | 129.915 |         |             |
| 2000    | 46.529      | 1965 | 46.246  | 1930        | 189.902 |         |             |
| 1995    | 46.902      | 1960 | 45.105  | 1925        | 173.576 |         |             |
| 1990    | 46.856      | 1955 | 84.383  | 1920        | 162.369 |         |             |
| 1985    | 47.603      | 1950 | 106.497 |             |         |         |             |

Durch Bildung von und Eingliederungen in benachbarte kreisfreie Städte ist in fast einem Jahrhundert ein Bevölkerungsrückgang auf gut ein Viertel der Bevölkerung von 1920 ersichtlich.